# Wilhelm Lundberg

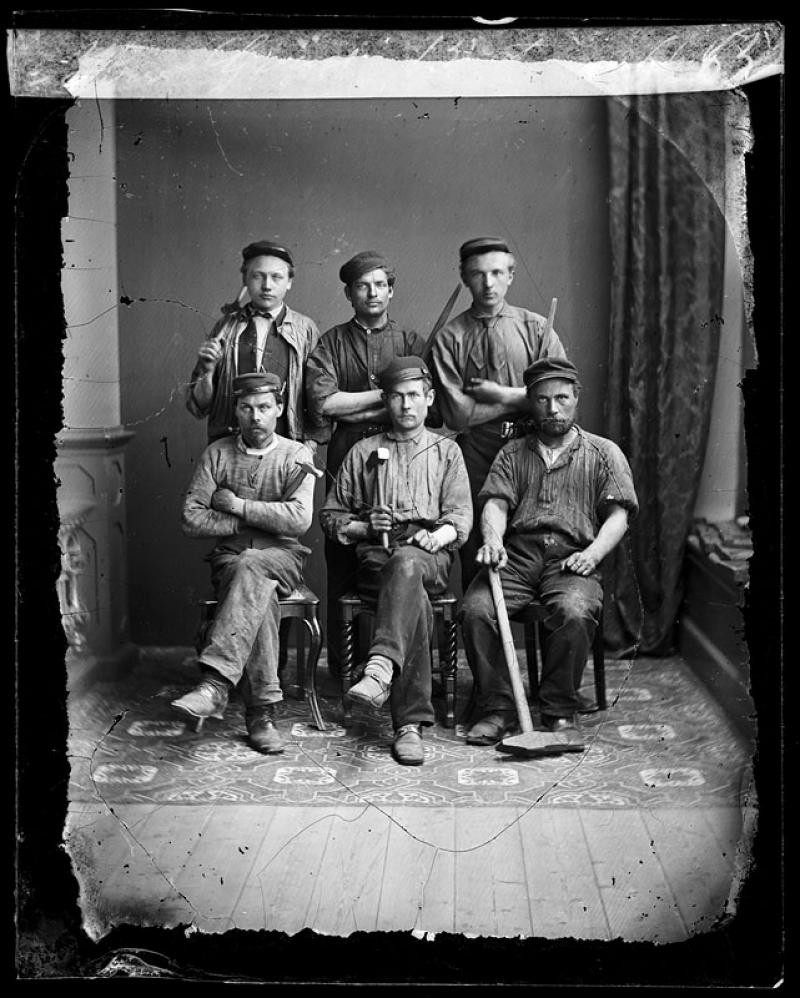
Wilhelm Lundberg: Skupinový studiový portrét mužů s kladivy, Stockholm 1865–1875

Wilhelm Lundberg (1842 Finsko – 1882) byl finský portrétní fotograf aktivní ve Švédsku.

## Život a dílo
Provozoval vlastní portrétní studio, ve kterém za přirozeného denního světla fotografoval portréty. Do ateliéru přicházeli lidé z různých sociálních skupin – mladé dívky, dvojice, skupiny, staré ženy, námořníci, ale i dělníci s kladivy. Do jeho produkce patřily převážně carte de visite o velikosti asi 6x9 cm.
Stockholmské městské muzeum se pyšní skutečnou raritou - vlastní více než 5000 Lunbergových skleněných negativů. Jeho sbírka negativů patří k jedné z mála dochovaných sbírek 60. – 70. let 19. století. Je vzácná také proto, že staré fotografie většinou obvykle končily na skládkách.

## Galerie

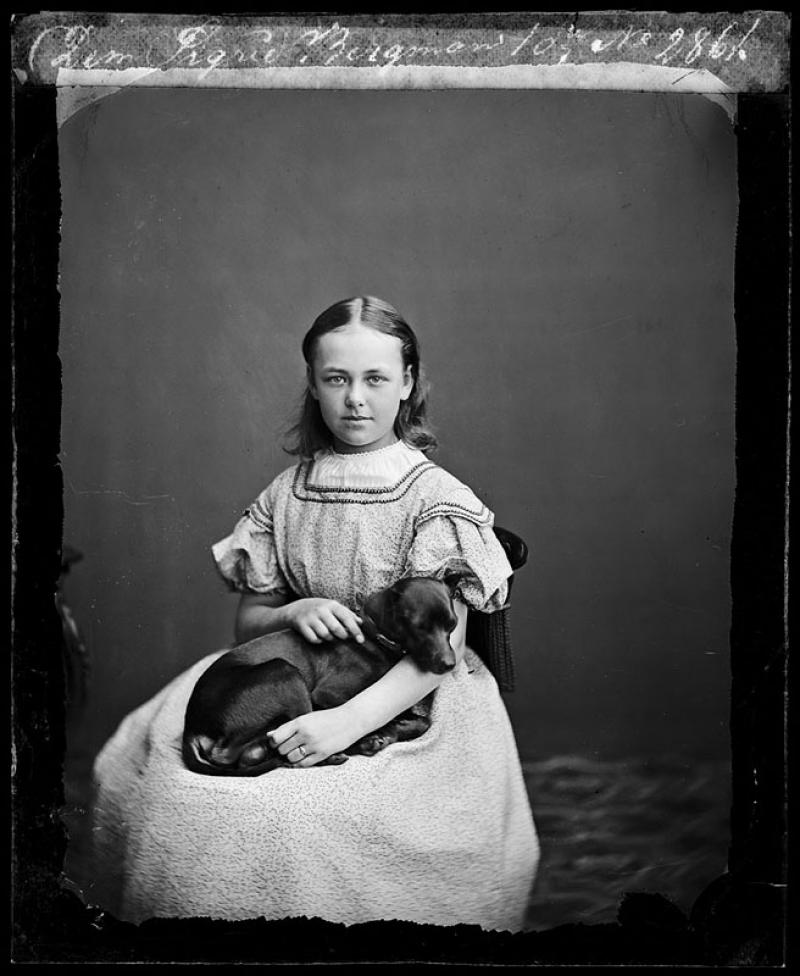
Portrét dívky se psem, Stockholm 1865–1875
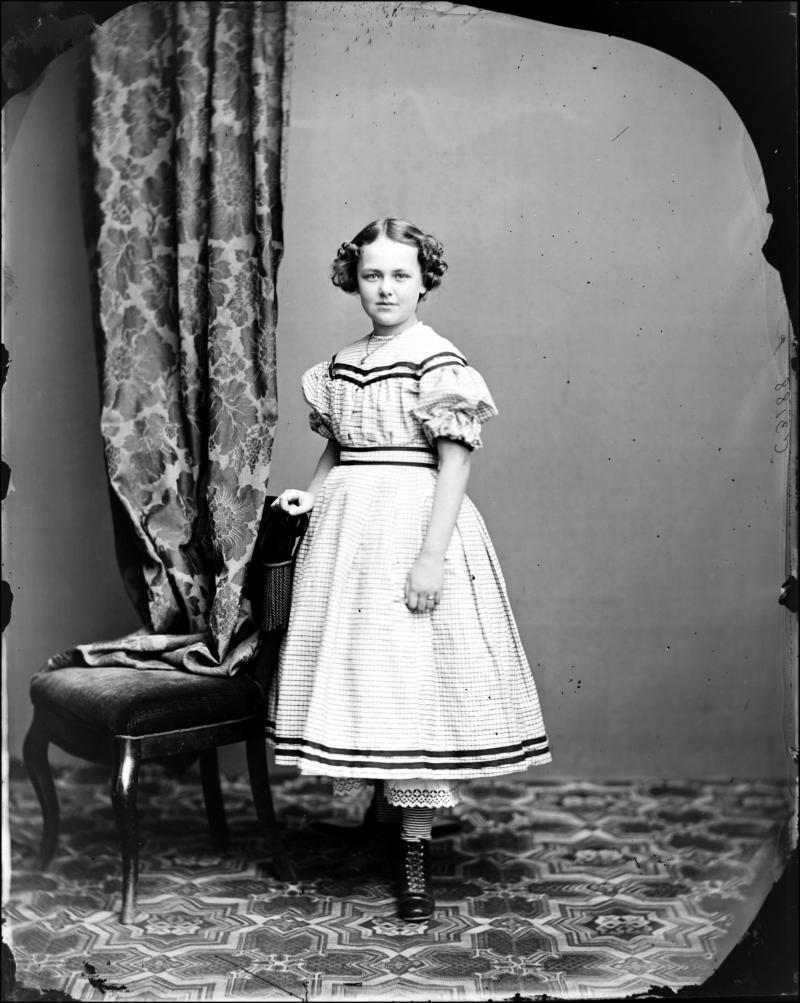
Portrét dívky, Stockholm 1865–1875
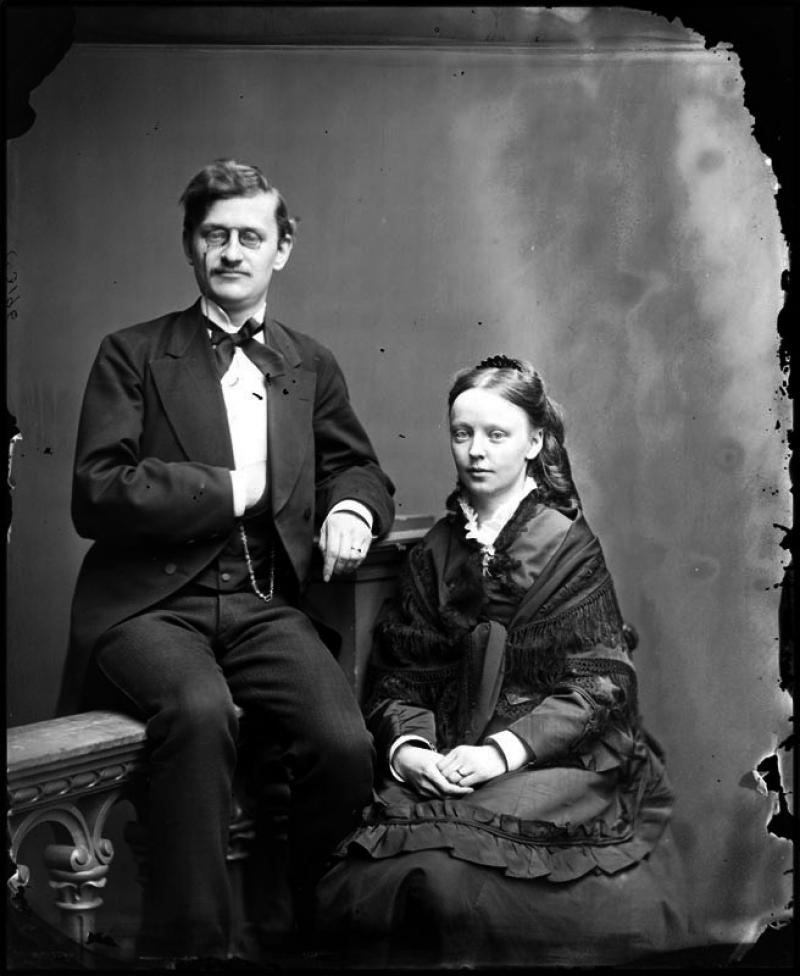
Dvojportrét, Stockholm 1865–1875
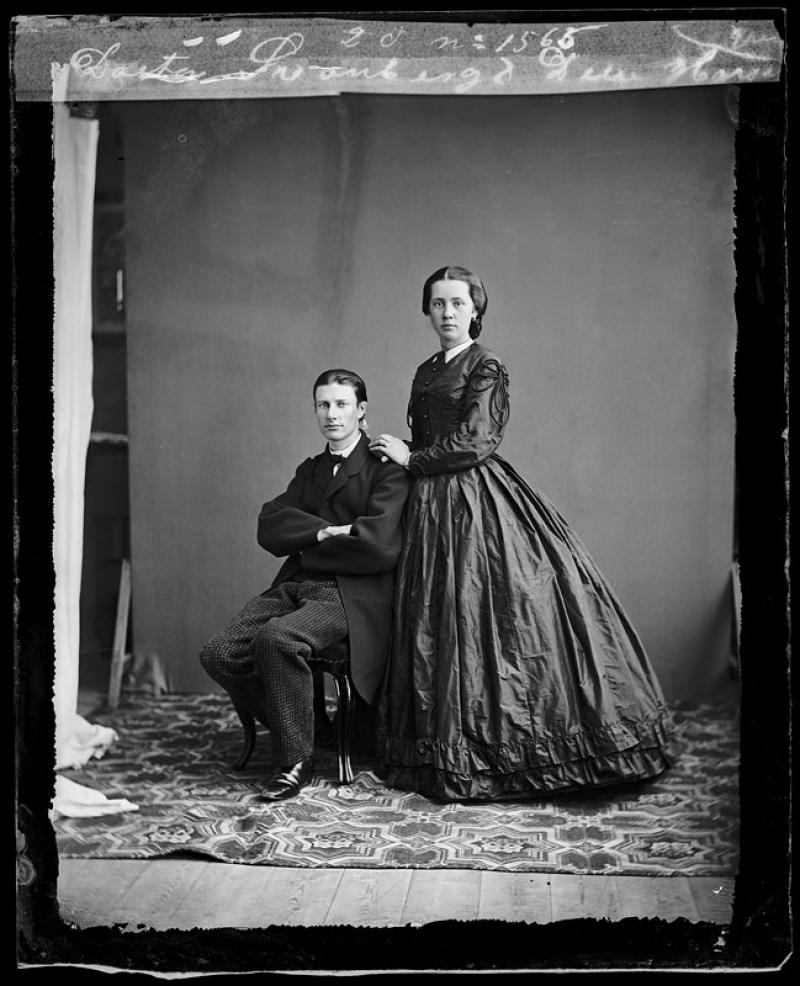
Dvojportrét, Stockholm 1865–1875
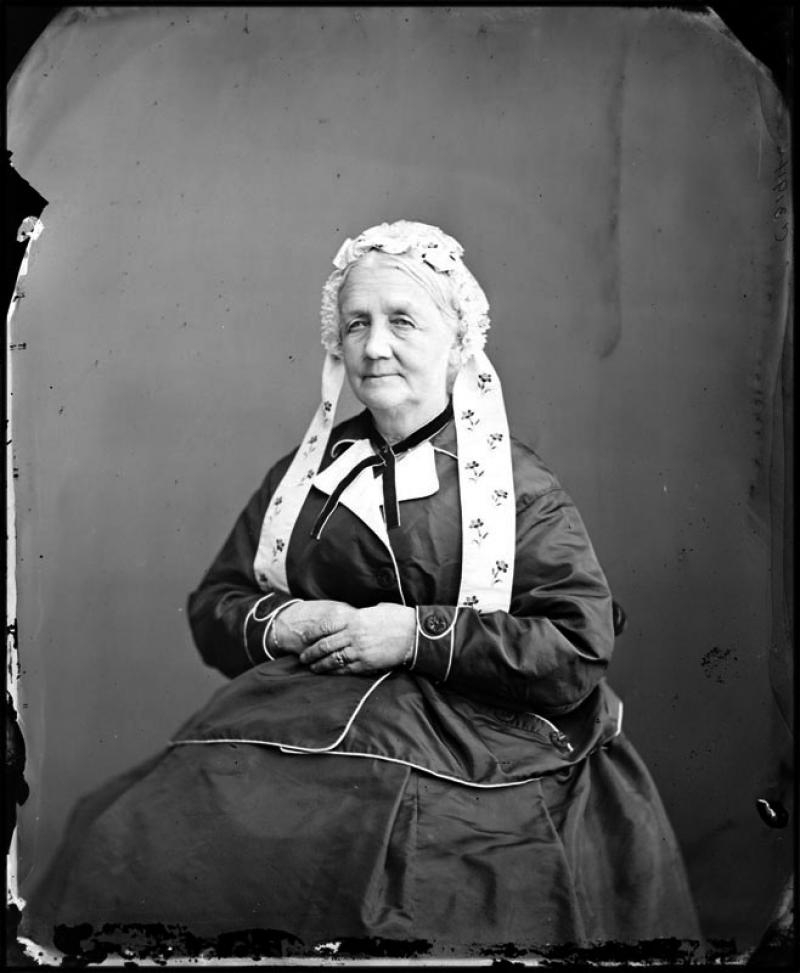
Portrét staré ženy, Stockholm 1865–1875
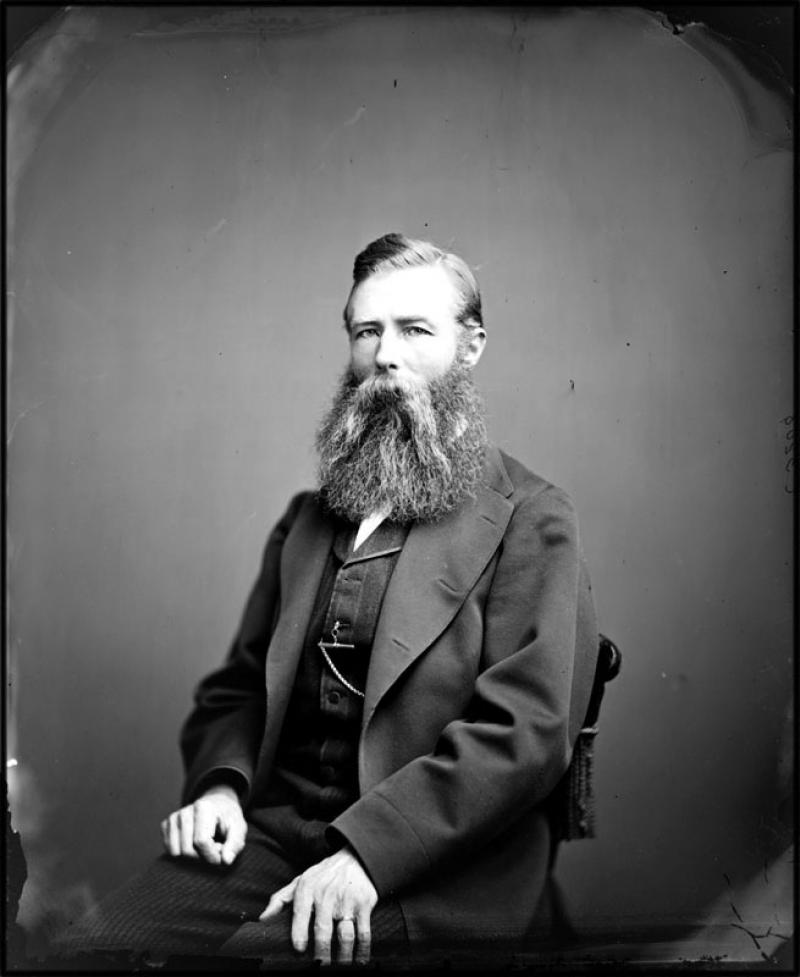
Portrét gentlemana, Stockholm 1865–1875
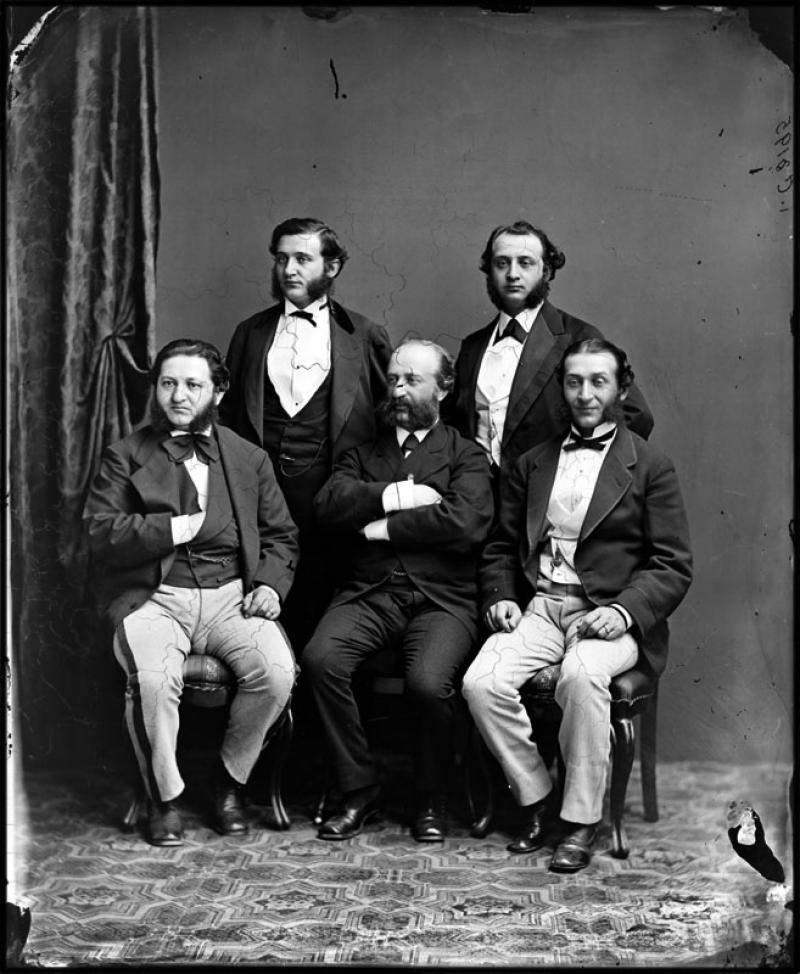
Skupinový portrét, Stockholm 1865–1875
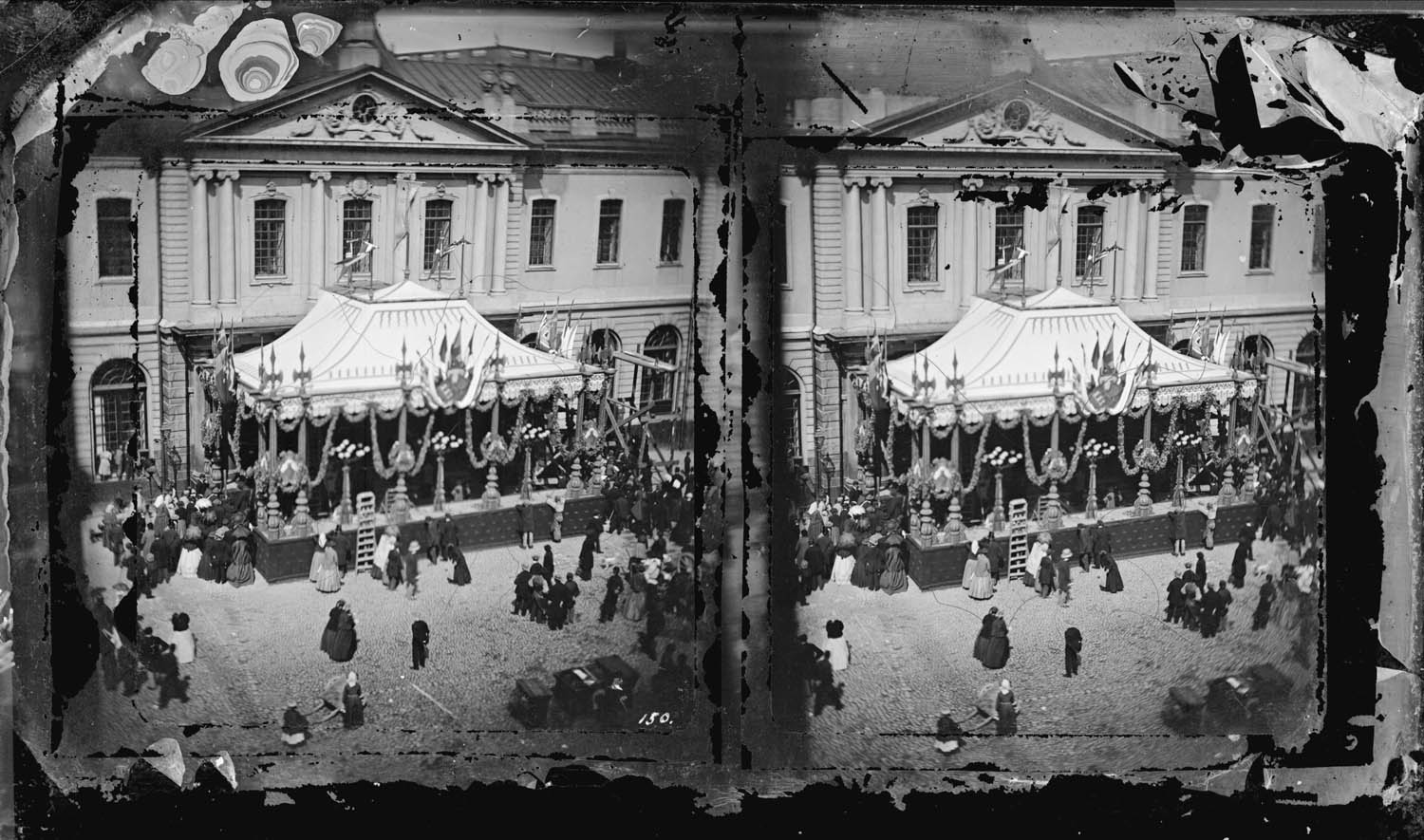
Slavnostní příležitost, náměstí Stortorget, Stockholm, stereofotografie, pohled šikmo shora, asi 1865 až 1875